# Motomondiale 1964
La stagione 1964 è stata la sedicesima del Motomondiale; le prove in calendario furono 12 come l'anno precedente (anche se curiosamente nessuna delle classi fu presente in tutte le occasioni); per la prima volta si corse il Gran Premio degli Stati Uniti, che si disputò sul circuito di Daytona. Inserito come gran premio iniziale della stagione, fu, unitamente al Gran Premio del Giappone, una delle due tappe extra-europee del Mondiale. Inizialmente era previsto anche lo svolgimento del Gran Premio d'Argentina, in calendario per l'inizio di ottobre, ma venne annullato.

## Il contesto
Anche per quest'anno non vennero inserite modifiche al regolamento in merito ai punteggi dei singoli gran premi e ai conteggi per le classifiche di fine anno.
Se in 50 si ripeté la vittoria della Suzuki con Hugh Anderson e in 125 ritornò al titolo la Honda guidata dal pilota svizzero Luigi Taveri, in 250 Phil Read detronizzò la Casa dell'Ala d'oro, vincendo il Mondiale con la Yamaha RD05 a due tempi. Nella 350 Jim Redman vinse tutte le gare della stagione con la Honda, mentre in 500 Mike Hailwood mantenne l'iride con la MV Agusta. Quarto titolo consecutivo per Deubel-Hörner su BMW nei sidecar.
Debuttò nel motomondiale Giacomo Agostini che partecipò a due gare con la vecchia Moto Morini 250, in entrambe classificandosi al 4º posto. Durante la seconda prova, al Gran Premio delle Nazioni, venne notato da Arturo Magni.
Tra le novità tecniche della stagione da annoverare i motori plurifrazionati presentati dalla Honda, un 4 cilindri nella Classe 125 e un esacilindrico nella Classe 250; quest'ultimo perverrà al successo nell'ultimo gran premio della stagione in Giappone. Proprio in quest'ultima gara, nella Classe 50 non vennero assegnati punti e non venne considerata valida per la classifica finale del campionato, a causa del troppo ridotto numero di partecipanti.

## Il calendario
| Data Resoconto         | Gran Premio (Circuito)              | Vincitori            | Vincitori     | Vincitori         | Vincitori  | Vincitori     | Vincitori                       |
| Data Resoconto         | Gran Premio (Circuito)              | classe 50            | classe 125    | classe 250        | classe 350 | classe 500    | sidecar                         |
| 2 febbraio Resoconto   | GP degli Stati Uniti (Daytona)      | Hugh Anderson        | Hugh Anderson | Alan Shepherd     |            | Mike Hailwood |                                 |
| 10 maggio Resoconto    | GP di Spagna (Montjuïc)             | Hans-Georg Anscheidt | Luigi Taveri  | Tarquinio Provini |            |               | Florian Camathias Roland Föll   |
| 17 maggio Resoconto    | GP di Francia (Clermont-Ferrand)    | Hugh Anderson        | Luigi Taveri  | Phil Read         |            |               | Fritz Scheidegger John Robinson |
| 8 giugno Resoconto     | Tourist Trophy (Mountain Circuit)   | Hugh Anderson        | Luigi Taveri  | Jim Redman        | Jim Redman | Mike Hailwood | Max Deubel Emil Hörner          |
| 27 giugno Resoconto    | GP d'Olanda (Assen)                 | Ralph Bryans         | Jim Redman    | Jim Redman        | Jim Redman | Mike Hailwood | Colin Seeley Wally Rawlings     |
| 5 luglio Resoconto     | GP del Belgio (Spa)                 | Ralph Bryans         |               | Mike Duff         |            | Mike Hailwood | Max Deubel Emil Hörner          |
| 18 luglio Resoconto    | GP della Germania Ovest (Solitude)  | Ralph Bryans         | Jim Redman    | Phil Read         | Jim Redman | Mike Hailwood | Fritz Scheidegger John Robinson |
| 25 luglio Resoconto    | GP della Germania Est (Sachsenring) |                      | Hugh Anderson | Phil Read         | Jim Redman | Mike Hailwood |                                 |
| 8 agosto Resoconto     | GP dell'Ulster (Dundrod)            |                      | Hugh Anderson | Phil Read         | Jim Redman | Phil Read     |                                 |
| 30 agosto Resoconto    | GP di Finlandia (Imatra)            | Hugh Anderson        | Luigi Taveri  |                   | Jim Redman | Jack Ahearn   |                                 |
| 13 settembre Resoconto | GP delle Nazioni (Monza)            |                      | Luigi Taveri  | Phil Read         | Jim Redman | Mike Hailwood |                                 |
| 1º novembre Resoconto  | GP del Giappone (Suzuka)            | Ralph Bryans         | Ernst Degner  | Jim Redman        | Jim Redman |               |                                 |

## Sistema di punteggio e legenda
| Pos.  | 1 | 2 | 3 | 4 | 5 | 6 | 7> |
| ----- | - | - | - | - | - | - | -- |
| Punti | 8 | 6 | 4 | 3 | 2 | 1 | 0  |

## Le classi

### Classe 500
Sulle 9 prove in calendario Mike Hailwood prese il via in 7 occasioni (saltò due gran premi a causa di un infortunio in cui incorse durante la prova della classe 250 al Gran Premio motociclistico della Germania Est) e vinse tutte le prove come nei due anni precedenti, conquistando facilmente il titolo iridato. Precedette in classifica l'australiano Jack Ahearn e il connazionale Phil Read.
Come era successo gli anni precedenti con il Gran Premio motociclistico d'Argentina, anche in questo caso la trasferta oltre oceano per il Gran Premio motociclistico degli USA fu poco frequentata dai piloti europei e si videro gareggiare quasi solo piloti locali per i quali fu l'unica apparizione in gare del motomondiale.
Classifica piloti (prime 5 posizioni)
| Pos. | Pilota        | Moto               |   |    |    |     |     |     |     |     |     |   |     |    | P.ti    |
| ---- | ------------- | ------------------ | - | -- | -- | --- | --- | --- | --- | --- | --- | - | --- | -- | ------- |
| 1    | Mike Hailwood | MV Agusta          | 1 | NE | NE | 1   | 1   | 1   | 1   | 1   |     |   | 1   | NE | 40 (56) |
| 2    | Jack Ahearn   | Norton             |   | NE | NE | 14  | 4   | 4   | 2   | 6   | 3   | 1 | 3   | NE | 25 (29) |
| 3    | Phil Read     | Matchless e Norton | 2 | NE | NE | Rit | 6   | 2   | 3   | Rit | 1   |   |     | NE | 25      |
| 4    | Mike Duff     | Norton e Matchless | 4 | NE | NE | Rit | Rit | Rit |     | 2   | Rit | 2 | 4   | NE | 18      |
| 5    | Paddy Driver  | Matchless          | 5 | NE | NE | 26  | 3   | 3   | Rit | 3   |     | 5 | Rit | NE | 16      |
| Pos. | Pilota        | Moto               |   |    |    |     |     |     |     |     |     |   |     |    | P.ti    |

| Legenda                                                                        | 1º posto        | 2º posto        | 3º posto | A punti      | Senza punti        | Grassetto=Pole position Corsivo=Giro più veloce |
| Legenda                                                                        | Gara non valida | Non qualificato | Ritirato | Squalificato | "-" Dato non disp. | Grassetto=Pole position Corsivo=Giro più veloce |
| Fonte dei dati: motogp.com, racingmemo.free.fr, autosport.com, jumpingjack.nl. |                 |                 |          |              |                    |                                                 |

### Classe 350
In occasione del Gran Premio motociclistico del Giappone la gara rischiò di essere annullata per mancanza del numero minimo di piloti al via, fissato dai regolamenti in 6; per ovviare fu fatto partire un pilota indonesiano praticamente sconosciuto che non arrivò neppure al traguardo e furono solo 5 i piloti che vennero classificati.
Come l'anno precedente il titolo iridato piloti andò al rhodesiano Jim Redman su Honda che vinse tutte le 8 prove in programma, senza incontrare particolare resistenza. Fu questo il suo terzo titolo iridato consecutivo nella categoria,
Classifica piloti (prime 5 posizioni)
| Pos. | Pilota        | Moto           |    |    |    |     |   |    |   |   |   |   |   |   | P.ti    |
| ---- | ------------- | -------------- | -- | -- | -- | --- | - | -- | - | - | - | - | - | - | ------- |
| 1    | Jim Redman    | Honda          | NE | NE | NE | 1   | 1 | NE | 1 | 1 | 1 | 1 | 1 | 1 | 40 (64) |
| 2    | Bruce Beale   | Honda          | NE | NE | NE | 11  | - | NE | 2 | 4 | 4 | 2 | 2 |   | 24      |
| 3    | Mike Duff     | AJS            | NE | NE | NE | 3   | 5 | NE | 3 | 3 | 2 | 5 | 5 |   | 20 (24) |
| 4    | Mike Hailwood | MV Agusta e MZ | NE | NE | NE |     | 2 | NE | - | - |   |   | - | 2 | 12      |
| 5    | Gustav Havel  | Jawa           | NE | NE | NE | Rit | 7 | NE | - | 2 | 3 | - | - |   | 10      |
| Pos. | Pilota        | Moto           |    |    |    |     |   |    |   |   |   |   |   |   | P.ti    |

| Legenda                                                                        | 1º posto        | 2º posto        | 3º posto | A punti      | Senza punti        | Grassetto=Pole position Corsivo=Giro più veloce |
| Legenda                                                                        | Gara non valida | Non qualificato | Ritirato | Squalificato | "-" Dato non disp. | Grassetto=Pole position Corsivo=Giro più veloce |
| Fonte dei dati: motogp.com, racingmemo.free.fr, autosport.com, jumpingjack.nl. |                 |                 |          |              |                    |                                                 |

### Classe 250
La quarto di litro fu presente in tutti i gran premi ad eccezione di quello di Finlandia e il vincitore del titolo dell'anno precedente, Redman, fu questa volta sopravanzato in classifica dal britannico Phil Read in sella ad una Yamaha.
Durante l'annata si rivide anche, grazie a Tarquinio Provini, una vittoria della Benelli dopo vari anni di assenza dal gradino più alto del podio.
Fu quello della Yamaha anche il primo titolo iridato della sua storia e, contemporaneamente il primo titolo ottenuto nella 250 da una motocicletta dotata di motore a due tempi

Classifica piloti (prime 5 posizioni)
| Pos. | Pilota            | Moto    |     |   |   |     |   |   |   |   |   |    |   |   | P.ti    |
| ---- | ----------------- | ------- | --- | - | - | --- | - | - | - | - | - | -- | - | - | ------- |
| 1    | Phil Read         | Yamaha  | Rit | 3 | 1 | Rit | 2 | - | 1 | 1 | 1 | NE | 1 | - | 46 (50) |
| 2    | Jim Redman        | Honda   |     | 2 | - | 1   | 1 | 2 | 2 | 2 | 2 | NE | 3 | 1 | 42 (58) |
| 3    | Alan Shepherd     | MZ      | 1   | - | - | 2   | - | 3 | - | - | 4 | NE | 5 | - | 23      |
| 4    | Mike Duff         | Yamaha  | -   | - | - | Rit | 5 | 1 | 3 | - | - | NE | 2 | - | 20      |
| 5    | Tarquinio Provini | Benelli | Rit | 1 | - | Rit | 4 | 5 | 5 | - | - | NE | - | - | 15      |
| Pos. | Pilota            | Moto    |     |   |   |     |   |   |   |   |   |    |   |   | P.ti    |

| Legenda                                                                        | 1º posto        | 2º posto        | 3º posto | A punti      | Senza punti        | Grassetto=Pole position Corsivo=Giro più veloce |
| Legenda                                                                        | Gara non valida | Non qualificato | Ritirato | Squalificato | "-" Dato non disp. | Grassetto=Pole position Corsivo=Giro più veloce |
| Fonte dei dati: motogp.com, racingmemo.free.fr, autosport.com, jumpingjack.nl. |                 |                 |          |              |                    |                                                 |

### Classe 125

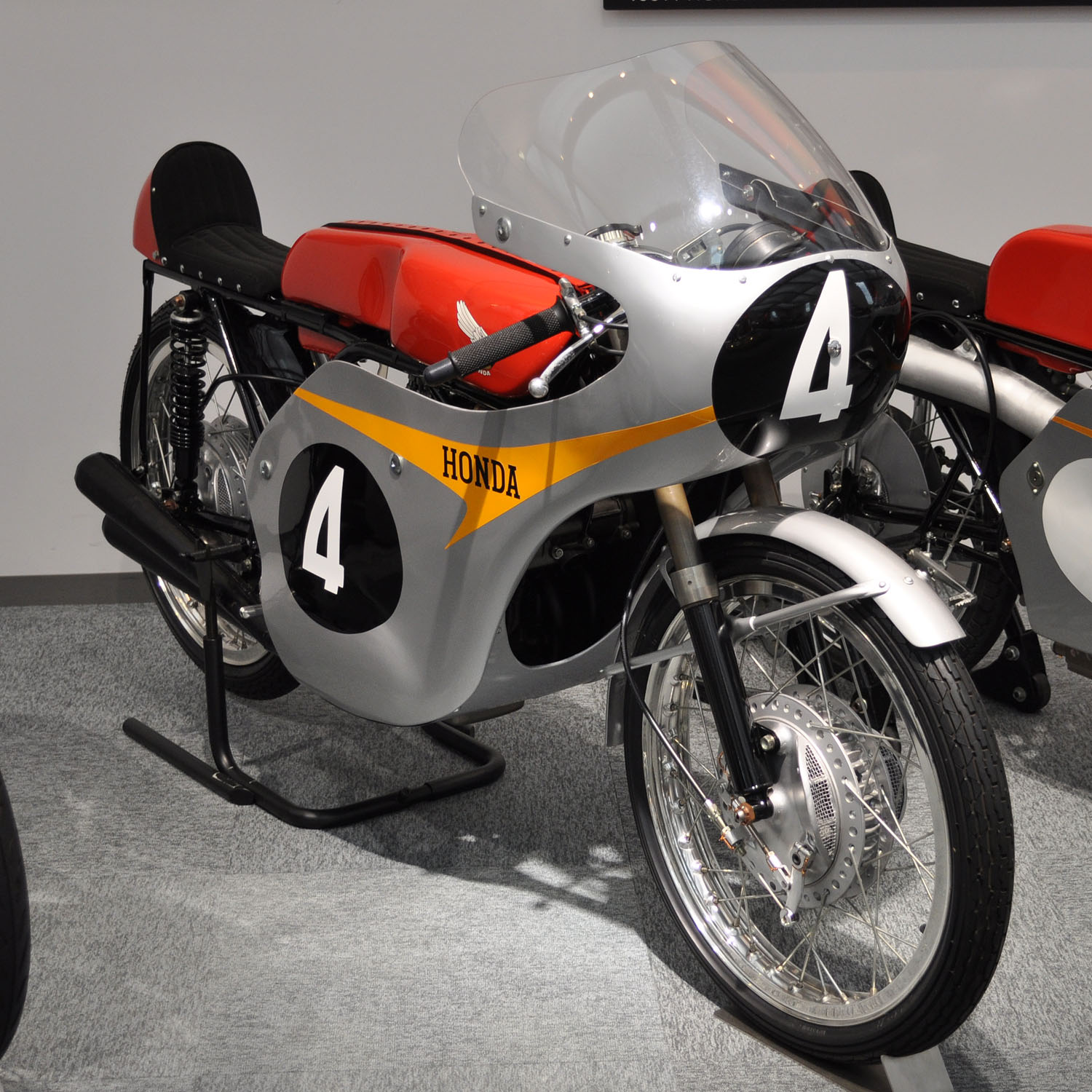
la Honda RC146 che vinse il titolo 1964.

Anche il campionato della classe 125 si disputò su 11 prove (con l'eccezione del Gran Premio motociclistico del Belgio) e la stagione si concluse con l'accoppiata di piloti ufficiali Honda ai primi due posti della classifica (per quanto la casa giapponese non si fosse presentata alla prima prova in calendario, il GP degli Stati Uniti): lo svizzero Luigi Taveri precedette Redman; solo al terzo posto la Suzuki di Hugh Anderson, vincitore del titolo dell'anno precedente.
Taveri doppiò così il suo primo titolo ottenuto nel motomondiale 1962, grazie anche a 5 vittorie e 4 secondi posti.

Classifica piloti (prime 5 posizioni)
| Pos. | Pilota         | Moto   |   |   |     |     |   |    |     |   |   |     |   |   | P.ti    |
| ---- | -------------- | ------ | - | - | --- | --- | - | -- | --- | - | - | --- | - | - | ------- |
| 1    | Luigi Taveri   | Honda  |   | 1 | 1   | 1   |   | NE | 2   | 2 | 2 | 1   | 1 | 2 | 46 (64) |
| 2    | Jim Redman     | Honda  |   | 2 | -   | 2   | 1 | NE | 1   | 3 | - | 3   | 6 | - | 36 (37) |
| 3    | Hugh Anderson  | Suzuki | 1 | 5 | Rit | Rit | 5 | NE | Rit | 1 | 1 | Rit | 2 | - | 34      |
| 4    | Bert Schneider | Suzuki | 3 | 4 | 2   | Rit | 4 | NE | 4   | - | 5 | 4   | - | - | 22 (24) |
| 5    | Ralph Bryans   | Honda  |   |   |     | 3   | 3 | NE | -   | - | 3 | 2   | 4 | - | 21      |
| Pos. | Pilota         | Moto   |   |   |     |     |   |    |     |   |   |     |   |   | P.ti    |

| Legenda                                                                        | 1º posto        | 2º posto        | 3º posto | A punti      | Senza punti        | Grassetto=Pole position Corsivo=Giro più veloce |
| Legenda                                                                        | Gara non valida | Non qualificato | Ritirato | Squalificato | "-" Dato non disp. | Grassetto=Pole position Corsivo=Giro più veloce |
| Fonte dei dati: motogp.com, racingmemo.free.fr, autosport.com, jumpingjack.nl. |                 |                 |          |              |                    |                                                 |

### Classe 50
Nella classe di minor cilindrata si ripeté il risultato del 1963 con una nuova vittoria dell'accoppiata Hugh Anderson/Suzuki, vincitore anche in quattro delle 8 prove disputate.
In occasione del Gran Premio motociclistico del Giappone, gara conclusiva della stagione, se era stato trovato un modo per raggiungere il numero minimo di partenti in classe 350, il ritiro da parte delle Suzuki ufficiali prima del via lasciò in gara solo 5 piloti equipaggiati con Honda e la gara venne pertanto annullata ai fini della classifica mondiale; per le cronache la vittoria arrise a Ralph Bryans.
Classifica piloti (prime 5 posizioni)
| Pos. | Pilota               | Moto     |   |   |   |   |     |   |   |    |    |     |    |    | P.ti    |
| ---- | -------------------- | -------- | - | - | - | - | --- | - | - | -- | -- | --- | -- | -- | ------- |
| 1    | Hugh Anderson        | Suzuki   | 1 | 2 | 1 | 1 | Rit | 3 | - | NE | NE | 1   | NE | AN | 38 (42) |
| 2    | Ralph Bryans         | Honda    |   |   |   | 2 | 1   | 1 | 1 | NE | NE | Rit | NE | AN | 30      |
| 3    | Hans-Georg Anscheidt | Kreidler | 4 | 1 | 2 | 4 | 4   | 2 | 4 | NE | NE | 2   | NE | AN | 29 (38) |
| 4    | Isao Morishita       | Suzuki   | 2 | 4 | 5 | 3 | 2   | 5 | 2 | NE | NE | 4   | NE | AN | 25 (32) |
| 5    | Mitsuo Itoh          | Suzuki   | 3 | 3 | - | 5 | 3   | 4 | 3 | NE | NE | -   | NE | AN | 19 (21) |
| Pos. | Pilota               | Moto     |   |   |   |   |     |   |   |    |    |     |    |    | P.ti    |

| Legenda                                                                        | 1º posto        | 2º posto        | 3º posto | A punti      | Senza punti        | Grassetto=Pole position Corsivo=Giro più veloce |
| Legenda                                                                        | Gara non valida | Non qualificato | Ritirato | Squalificato | "-" Dato non disp. | Grassetto=Pole position Corsivo=Giro più veloce |
| Fonte dei dati: motogp.com, racingmemo.free.fr, autosport.com, jumpingjack.nl. |                 |                 |          |              |                    |                                                 |

### Classe sidecar
Tra le motocarrozzette continuò l'egemonia della BMW che ottenne l'ennesimo titolo con l'accoppiata Max Deubel/Emil Hörner, al loro quarto titolo iridato consecutivo.
Anche in questo caso la stagione dei sidecar fu la più corta tra tutte le categorie, con solo 6 prove disputate e tutte solamente in Europa.
Classifica equipaggi (prime 5 posizioni)
| Pos. | Pilota                                 | Moto    |    |   |   |     |   |   |   |    |    |    |    |    | P.ti    |
| ---- | -------------------------------------- | ------- | -- | - | - | --- | - | - | - | -- | -- | -- | -- | -- | ------- |
| 1    | Max Deubel/Emil Hörner                 | BMW     | NE | 4 | 2 | 1   | 4 | 1 | 2 | NE | NE | NE | NE | NE | 28 (34) |
| 2    | Fritz Scheidegger/John Robinson        | BMW     | NE | - | 1 | Rit | 3 | 2 | 1 | NE | NE | NE | NE | NE | 26      |
| 3    | Colin Seeley/Wally Rawlings            | FCS/BMW | NE | - | 4 | 2   | 1 | - | - | NE | NE | NE | NE | NE | 17      |
| 4    | Georg Auerbacher/Beno Heim             | BMW     | NE | 3 | 3 | 3   | 6 | 3 | 3 | NE | NE | NE | NE | NE | 16 (21) |
| 5    | Otto Kölle/Dieter Hess-Heinz Marquardt | BMW     | NE | 2 | - | Rit | 5 | 5 | - | NE | NE | NE | NE | NE | 10      |
| Pos. | Pilota                                 | Moto    |    |   |   |     |   |   |   |    |    |    |    |    | P.ti    |

| Legenda                                                                        | 1º posto        | 2º posto        | 3º posto | A punti      | Senza punti        | Grassetto=Pole position Corsivo=Giro più veloce |
| Legenda                                                                        | Gara non valida | Non qualificato | Ritirato | Squalificato | "-" Dato non disp. | Grassetto=Pole position Corsivo=Giro più veloce |
| Fonte dei dati: motogp.com, racingmemo.free.fr, autosport.com, jumpingjack.nl. |                 |                 |          |              |                    |                                                 |